# Ulf Palme
Ulf Henrik Palme (ur. 18 października 1920 w Sztokholmie, zm. 12 maja 1993 w Ingarö) – szwedzki aktor, reżyser filmowy, pisarz i scenarzysta.

## Wybrana filmografia
- Tylko matka (Bara en mor) (1949)
- Więzienie (Fängelse) (1949)
- Dziewczyna z hiacyntami (Flicka och hyacinter) (1950)
- Kiedy miasto śpi (Medan staden sover) (1950)
- To się tu nie zdarza (Sånt händer inte här) (1950)
- Panna Julia (Fröken Julie) (1951)
- Barabasz (Barabbas) (1953)
- Karin, córka Mansa (Karin Månsdotter) (1954)
- Marzenia kobiet (Kvinnodröm) (1955)
- Dzikie ptaki (Vildfåglar) (1955)
- Sędzia (Domaren) (1960)
- Szatan (Il diavolo) (1963)
- Doktor Glas (1968)
- Dziewczęta (Flickorna) (1968)
- Bang! (1977)
- Marmolada rewolucyjna (Marmeladupproret) (1980)